# غرايم موراي
غرايم موراي هو لاعب هوكي الجليد كندي، ولد في 14 ديسمبر 1982 في بريسبريدج في كندا.

## وصلات خارجية
- غرايم موراي على موقع Paralympic.org (الإنجليزية)
- غرايم موراي على موقع اللجنة البارالمبية الكندية (الإنجليزية)